# Polygon (ブロックチェーン)
Polygon（ポリゴン）とはイーサリアムブロックチェーンと互換性を持ったブロックチェーンネットワークを構築や接続をするためのプロトコルおよびフレームワーク、またはイーサリアムのレイヤー２ソリューションである。イーサリアムのサイドチェーン技術Plasma、およびプルーフオブステーク（PoS）が採用されている。ネイティブ通貨は「MATIC」が利用され、取引手数料を支払ったり、プルーフオブステークの合意形成の参加に利用される。当初は「MATIC Network」と呼ばれていた。

## 歴史
2017年にEthereumをスケールするためのインフラを提供する意図で作られ、インドのソフトウェアエンジニアであるJaynti Kanani、Sandeep Nailwal、Anurag ArjunによってMatic Networkとして設立され、2019年にローンチされた。2021年2月にはMatic NetworkをPolygonにリブランディングした。
2021年5月にはPolygonはGoogle cloudに対応した。6月にはアメリカの暗号資産投資企業BitwiseはMATICを主要銘柄指数（Bitwise 10 Large Cap Crypto Index）に新たに組み入れた。7月にはeスポーツを開催するためのプラットフォーム「Community Gaming」とパートナーシップの締結と、ブロックチェーンゲームとNFTに特化した部門「Polygon Studios」を立ち上げを発表した。8月にはゼロ知識証明のHermez Networkの買収と、DeFiのための自律分散型組織(DAO)の計画を発表した。10月にはスパム取引の対策のために取引手数料の値上げを発表した。11月には「Polygon Miden」とそのコアコンポーネントである「Miden Virtual Machine」の初期プロトタイプのリリースを発表した。12月には元素騎士オンラインとPolygon Studiosとの技術連携およびパートナーシップ、Uniswapでの採用、ウェブブラウザーOperaへの採用等を発表した。
2022年1月にはブロックチェーンゲーム「My Crypto Heroes」との提携、イーサリアムの処理能力を向上させる技術「Plonky2」と、大型アップグレード「EIP-1559」の実装を発表した。

## 技術と仕組み

### MATIC
MATICはPolygonのネイティブ通貨であり、ポリゴンエコシステムにおけるユーティリティトークンおよびガバナンストークンとして使用され、100億MATICが発行上限になっている。

### セカンドレイヤー・ソリューション
Polygonは複数のレイヤーから構成され、中でも実行レイヤーとネットワークレイヤーを核としている。実行レイヤーはポリゴンのEVM(イーサリアム仮想マシン)としてスマートコントラクトの実行を担う。ネットワークレイヤーはポリゴンで構築されたブロックチェーンで、個別にコンセンサスをとりブロックを生産する。  またブリッジ機能があり、異なるブロックチェーン同士を相互に接続することを可能にし、レイヤー1とセカンドレイヤーの橋渡しとしての役割を担う。

### 開発者支援
アプリケーションごとに独自のカスタムネットワークを開発するためのツールとしてPolygon SDKが用意され、プログラミング言語Goで記述されている。またカスタムビルドのEVM実装があり、イーサリアム関連の開発ツールを使える。